# Tour della nazionale maschile di rugby a 15 dell'Australia 1964
Nel 1964 la nazionale australiana di rugby union si reca in tour in Nuova Zelanda. Due sconfitte contro una sola vittoria, fanno rimanere la Bledisloe Cup in Nuova Zelanda

## Risultati principali
| Auckland 8 agosto 1964 | Auckland | 11 – 6 | Australia XV | (Eden Park) |

| Arbitro: | Allan Farquhar |

| |            | |
| mete: McLeod trasf.: Williment c.p.: Williment 2 Drop: Moreton | Marcatori  | mete: Marks c.p.: Casey 2 |
| 15.Michael Williment, 14.Spooky Smith, 13.Raymond Moreton, 12.John Collins, 11.Ralph Caulton, 10.Bruce Watt, 9.Christopher Laidlaw, 8.David Graham (c), 7.Don Clark, 6.Kel Tremain, 5.Stan Meads, 4.Colin Meads, 3.Barry Thomas, 2.Bruce McLeod, 1.Ken Gray | Formazioni | 15.Terry Casey, 14.Stewart Boyce, 13.Bob Honan, 12.Dick Marks, 11.Jim Boyce, 10.Phil Hawthorne, 9.Ken Catchpole, 8.Dallas O'Neill, 7.Greg Davis, 6.Jules Guerassimoff, 5.Peter Crittle, 4.Rob Heming, 3.John Thornett (c), 2.Peter Johnson, 1.Jon White |

| Arbitro: | John "Pat" Murphy |

| |            | |
| mete: Gray, Moreton Murdoch, Rangi trasf.: Clarke 3 | Marcatori  | mete: Marks |
| 15.Don Clarke, 14.Spooky Smith, 13.Ron Rangi, 12.Raymond Moreton, 11.Ralph Caulton, 10.Peter Murdoch, 9.Desmond Connor, 8.David Graham (c), 7.Don Clark, 6.Kel Tremain, 5.Stan Meads, 4.Colin Meads, 3.Barry Thomas, 2.Bruce McLeod, 1.Ken Gray | Formazioni | 15.Terry Casey, 14.Stewart Boyce, 13.Bob Honan, 12.Dick Marks, 11.David Grimmond, 10.Phil Hawthorne, 9.Ken Catchpole, 8.Dallas O'Neill, 7.Greg Davis, 6.Jules Guerassimoff, 5.Peter Crittle, 4.Rob Heming, 3.John Thornett (c), 2.Peter Johnson, 1.Jon White |

| Arbitro: | John "Pat" Murphy |

| |            | |
| mete: Murdoch trasf.: Clarke' | Marcatori  | mete:E.Boyce 2 trasf.: Casey c.p.: Casey 3 Drop: Hawthorne |
| 15.Don Clarke, 14.Spooky Smith, 13.Ron Rangi, 12.Raymond Moreton, 11.Ralph Caulton, 10.Peter Murdoch, 9.Desmond Connor, 8.Colin Meads, 7.David Graham (c), 6.Kel Tremain, 5.Allan Stewart, 4.Stan Meads, 3.Barry Thomas, 2.Bruce McLeod, 1.Ken Gray | Formazioni | 15.Terry Casey, 14.Stewart Boyce, 13.Dick Marks, 12.Beres Ellwood, 11.Jim Boyce, 10.Phil Hawthorne, 9.Ken Catchpole, 8.David Shepherd, 7.Greg Davis, 6.Jules Guerassimoff, 5.Peter Crittle, 4.Rob Heming, 3.John Thornett (c), 2.Peter Johnson, 1.Jon White |